# Arborètum Dr. Pius Font i Quer
L'Arborètum Dr. Pius Font i Quer és un jardí botànic i un arborètum que forma part del Parc Científic i Tecnològic Agroalimentari de Lleida. Està situat al barri de Ciutat Jardí, a pocs metres del campus de l'Escola Tècnica Superior d'Enginyeria Agrària (ETSEA) de la Universitat de Lleida. Porta el nom del botànic i farmacèutic lleidatà Pius Font i Quer. L’Arborètum combina les activitats de recerca, que desenvolupa l’ETSEA, amb l’ús divulgatiu i lúdic com a espai verd de la ciutat.

## Història
Les obres de construcció van començar el desembre del 2007, amb la previsió inicial d'inaugurar-lo el 2009. Finalment es va obrir al públic l'abril del 2013, tot i que encara falta completar la plantació dels ambients mediterranis del bosc xilè i el bosc californià. L'espai reuneix una col·lecció de plantes vives ordenades en funció del bioma de la Terra on es desenvolupen. És un projecte redactat per un grup de professors de l'ETSEA de la Universitat de Lleida. L'aigua hi té un paper destacat com a element vertebrador. Tant en moviment com en forma de làmina, esdevé el fil conductor dels diversos paisatges. S'hi ha instal·lat un sistema de reg gota a gota a partir d'una bassa pròpia.

## Característiques
Sobre una superfície de 6,9 hectàrees cedides per l'Ajuntament de Lleida, l'Arborètum representa quatre dels biomes més importants del món (els boscos aciculiformes boreals, la selva temperada, els boscos temperats caducifolis i les formacions mediterrànies o boscos d'esclerofil·les) i, dins de cadascun, s'hi han reconstruït fins a setze ambients dels més representatius. En total té al voltant de 4.500 arbres i arbustos per recrear els diferents paisatges boscosos de cada bioma. Les obres han durat quatre anys i han suposat una inversió de 3 milions d'euros.
La principal finalitat de l'Arborètum és científica: un espai de recerca i anàlisi per a grups d'investigadors, docents i pedagogs que poden estudiar-hi temes fitosanitaris, de sòl, genètica, taxonomia vegetal, paisatgisme urbà o reg. També té un vessant pedagògic, adreçat a escoles i instituts, i un de turístic. S'hi han dissenyat itineraris accessibles per a persones cegues i amb mobilitat reduïda.
El parc s'integra en el sistema d’espais lliures de la ciutat de Lleida. Disposa d'un edifici per a la recepció i l'acollida d'investigadors. Annex a l'Arborètum hi ha el nou observatori meteorològic de l'Agència Estatal de Meteorologia (AEMET).